# Wilhelmina (Katowice)
Wilhelmina – część Katowic, położona w rejonie skrzyżowania ulic Krakowskiej, Bagiennej, Lwowskiej i Szopienickiej, na terenie dzielnicy Szopienice-Burowiec.
Początki Wilhelminy wiążą się z budową przez koncern Georg von Giesches Erben w 1834 roku huty cynku „Wilhelmina”, co w późniejszym czasie doprowadziło do powstania w latach 40. XIX wieku na terenach Roździenia kolonii, która była stale rozbudowana. 31 grudnia 1959 roku Wilhelmina została włączona do Katowic. Obecnie pełni głównie funkcje transportowe z uwagi na lokalizację dużego węzła drogowego ul. Bagiennej (drogi krajowej nr 79), a także przemysłowo-usługowe i handlowe, zwłaszcza wzdłuż ul. Krakowskiej.

## Geografia
Wilhelmina graniczy od północy z Szopienicami (kolonią Helgoland), od wschodu z Uthymanem i Stawiskami, od południa z Janowem, a od zachodu z Bagnem i dalej z Zawodziem. Osada położona jest w mezoregionie Wyżyna Katowicka (341.13), na obszarze Płaskowyżu Katowickiego zbudowanego z utworów karbońskich, rozciętego w rejonie Wilhelmina przez dolinę Rawy, wypełnioną przez osady glacjalne. Większa część Wilhelminy położona jest w zlewni Rawy, która płynie na północ od zabudowy osiedla, poza jej obszarem. Na całym odcinku rzeka ta jest uregulowana i obwałowana. Obszar na wschód od skrzyżowania ulic Krakowskiej i Lwowskiej objęty jest przez zlewnię Boliny, która przepływa bezpośrednio przez sąsiedni Janów.

## Historia i architektura

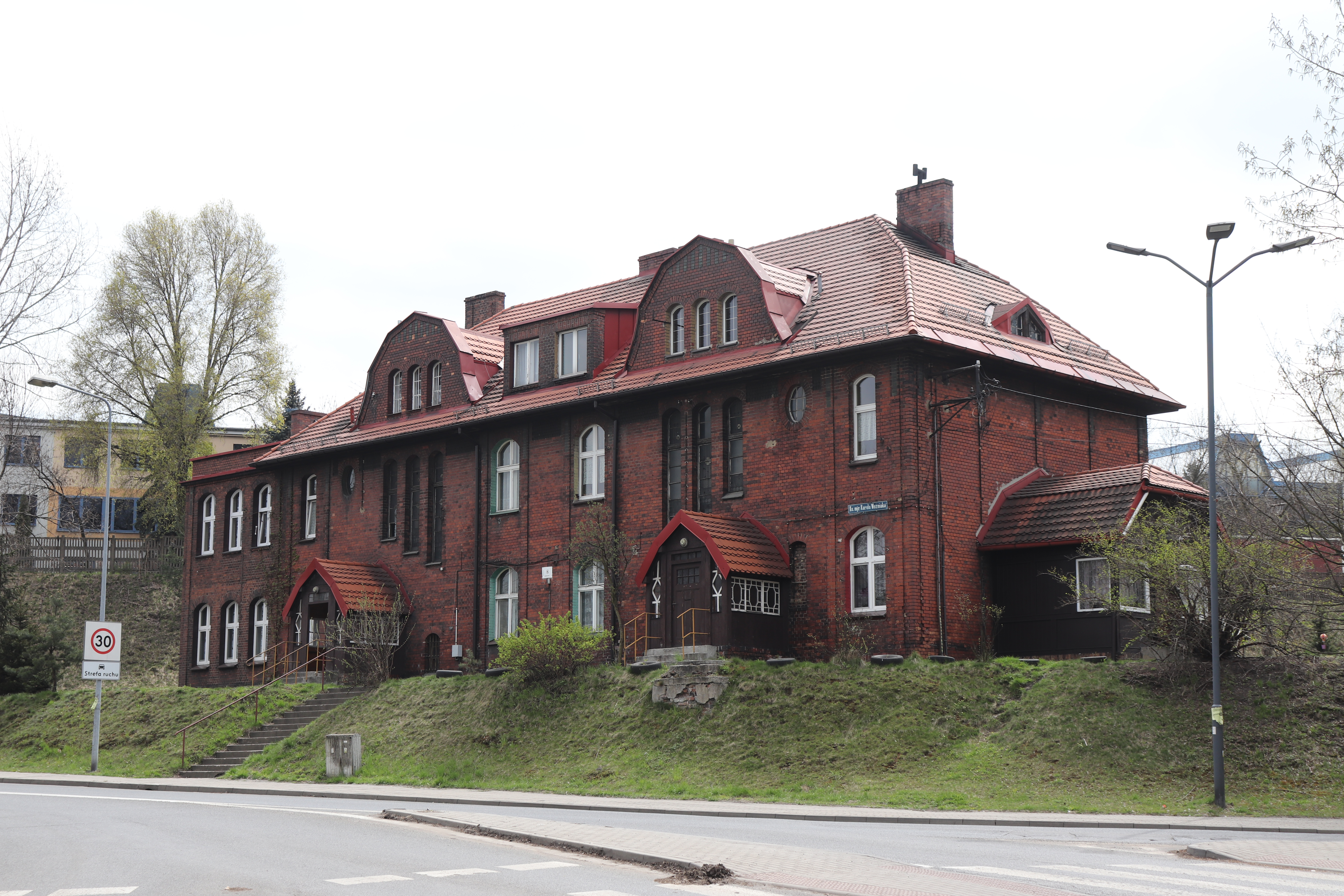
Dawny dom mieszkalny robotniczy huty przy ul. ks. mjr. Karola Woźniaka 2 z około 1908 roku, położony na pograniczu Szopienic i Wilhelminy

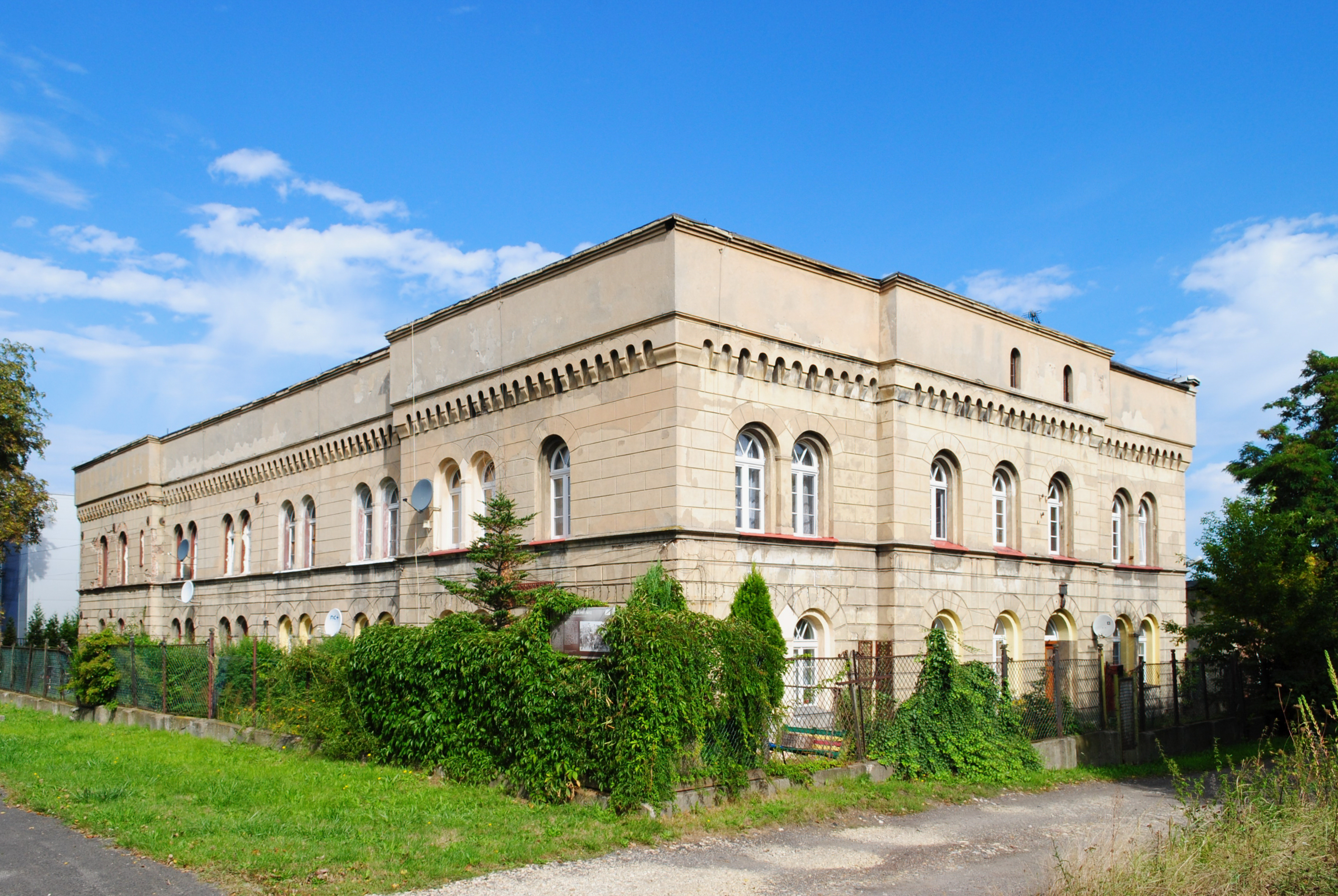
Zabytkowy pałacyk Prittwitz z II połowy XIX wieku

Powstanie kolonii na terenie Roździenia związane jest z uruchomioną w 1834 roku hutą cynku „Wilhelmina” (niem. Wilhelmine-Hütte, Wilhelminehütte; późniejsza Huta Metali Nieżelaznych „Szopienice”), wybudowaną przez koncern Georg von Giesches Erben. W pobliżu zakładu na terenach odkupionych od ordynata mysłowickiego Aleksandra Mieroszewskiego oraz gospodarza Kaspra Dziedzica, na skrzyżowaniu dróg w kierunku Katowic i Mysłowic, w latach 40. XIX wieku została wybudowana kolonia Wilhelmina. Zaczęto budować od 1846 roku. Jako pierwsze powstały familoki, w których nie było dostępu do wody ani kanalizacji. Nazwa huty oraz kolonii pochodzi od pełnomocnika kolegium reprezentantów koncernu spadkobierców Gieschego.
W 1857 roku w hucie zatrudnionych było 272 robotników, z czego większość mieszkała w Wilhelminie. Huta zaś była wówczas jednym z bardziej znaczących zakładów na Górnym Śląsku. 8 czerwca 1910 roku robotnicy huty zorganizowali 49-dniowy strajk, w którym protestowali przeciwko panującym na zakładzie warunkom. Po strajku pracownicy byli przez władze spółki represjonowani – zwolniono przywódców strajku, a prawie 100 robotników eksmitowano z domów spółki.
W 1872 roku powstała w Wilhelminie szkoła katolicka, w której wykładano w języku polskim. Uczęszczało do niej wówczas około 400 dzieci. W latach 90. XIX wieku w północnej części, w rejonie granicy Wilhelminy z Roździeniem i Szopienicami, przy ulicy Lwowskiej, zaczęło powstawać kolejne osiedle familoków, nazwane Helgolandem. Domy w Wilhelminie były początkowo własnością koncernu Georg von Giesches Erben, a od 1922 roku spółki Giesche. Od 1926 roku Wilhelmina należała do gminy Szopienice-Roździeń (później Szopienice), zaś 31 grudnia 1959 roku wraz z całą gminą została przyłączona do Katowic
W Wilhelminie przy ulicy Krakowskiej 81-83, znajduje się zabytkowy pałacyk Prittwitz, powstały w drugiej połowie XIX wieku. Budynek ten prawdopodobnie stanowił miejsce spotkań elit przemysłowych spółki Georg von Giesches Erben. Po II wojnie światowej mieszkali w nim pracownicy Huty Metali Nieżelaznych „Szopienice”, a funkcje mieszkalne budynek pełni do dziś. Obiekt ten został wpisany do rejestru zabytków nieruchomych 7 lipca 2020 roku.

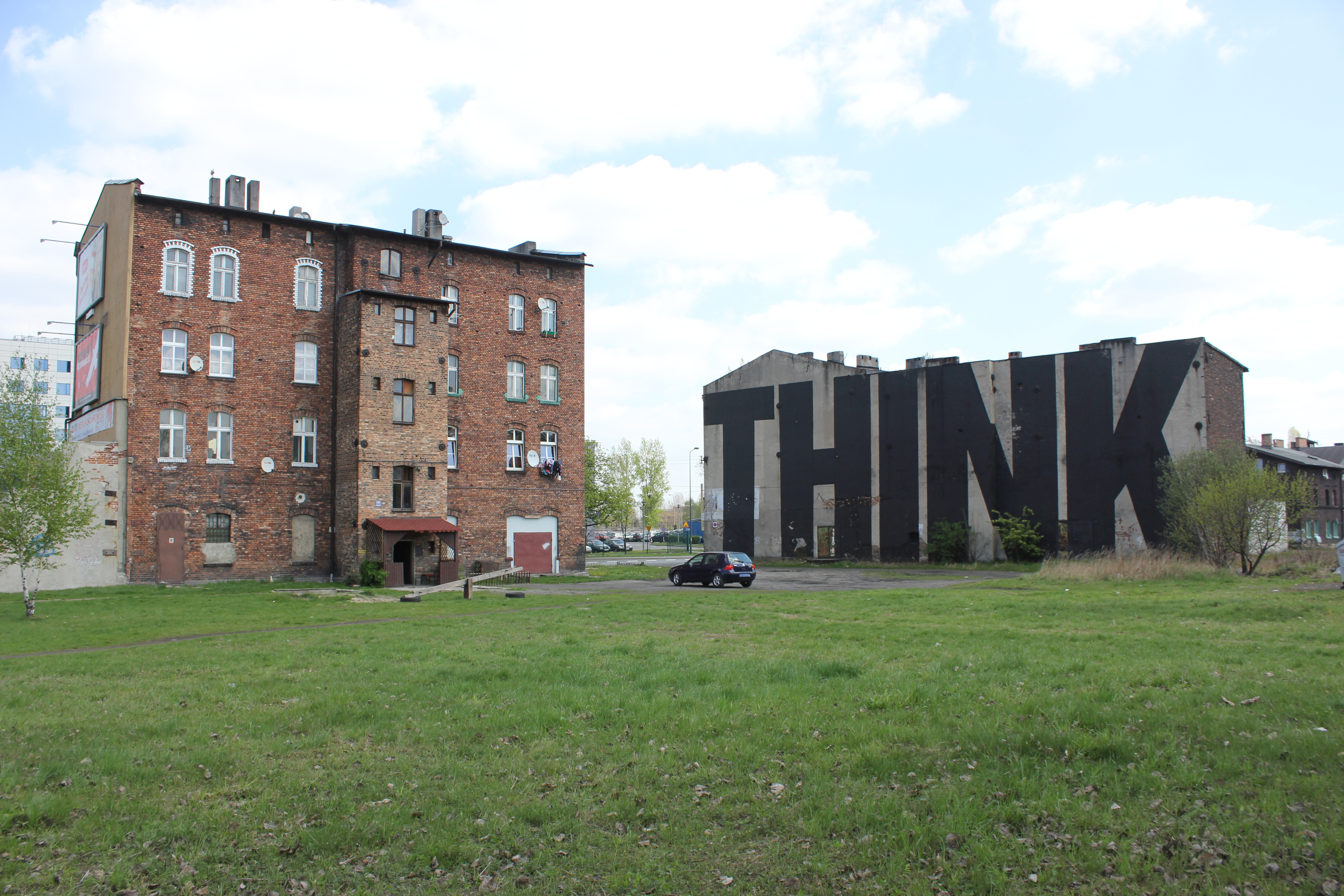
Budynki przy ulicy Krakowskiej 144 i 148; na ścianie drugiej mural „Think”

Najstarsza istniejąca zabudowa pochodzi z lat 70. XIX wieku (ul. Krakowska 150a, 152, 152a, 154 i 156a). Do 1920 roku powstały budynki przy ulicy Krakowskiej 144, 148, 148a, 158, 160, 178 i 182. Część z tych obiektów jest wybudowana w stylu historyzmu. Z tego samego okresu pochodzi, położona w rejonie granicy Wilhelminy z Roździeniem i Szopienicami zabudowa familoków osiedla Helgoland, wybudowanych w stylu historyzmu ceglanego oraz dawny dom mieszkalny robotniczy huty przy ul. ks. mjr. Karola Woźniaka 2. Po II wojnie światowej powstały głównie obiekty przemysłowo-usługowe. Z lat 1960–1967 pochodzą budynki przy ulicy Krakowskiej 136 i 138, z 1978–1985 obiekty spółki Tauron przy ulicy Lwowskiej 23, a z lat 80. XX wieku duża część zabudowy w rejonie zabytkowego pałacu Prittwitz. W 2000 roku powstała hala sklepu Selgros przy ulicy Lwowskiej 32, w 2007 roku Jednostka Ratowniczo-Gaśnicza nr 1 przy ulicy Krakowskiej 130, a w 2009 roku sklep LIDL przy ulicy Lwowskiej 21a. 
29 maja 2010 roku w Galerii Szyb Wilson zorganizowano III Światowy Zjazd Wilhelminioków, które było spotkaniem osób mieszkających bądź związanych w przeszłości z Wilhelminą. W spotkaniu w 2009 roku uczestniczyło około 230 mieszkańców oraz absolwentów nieistniejącej obecnie Szkoły Podstawowej nr 49 w Katowicach. Na ścianie kamienicy przy ulicy Krakowskiej 148 w 2013 roku w ramach Katowice Street Art Festival powstał mural pn. „Think”, którego autorem jest hiszpański artysta SpY.

## Transport

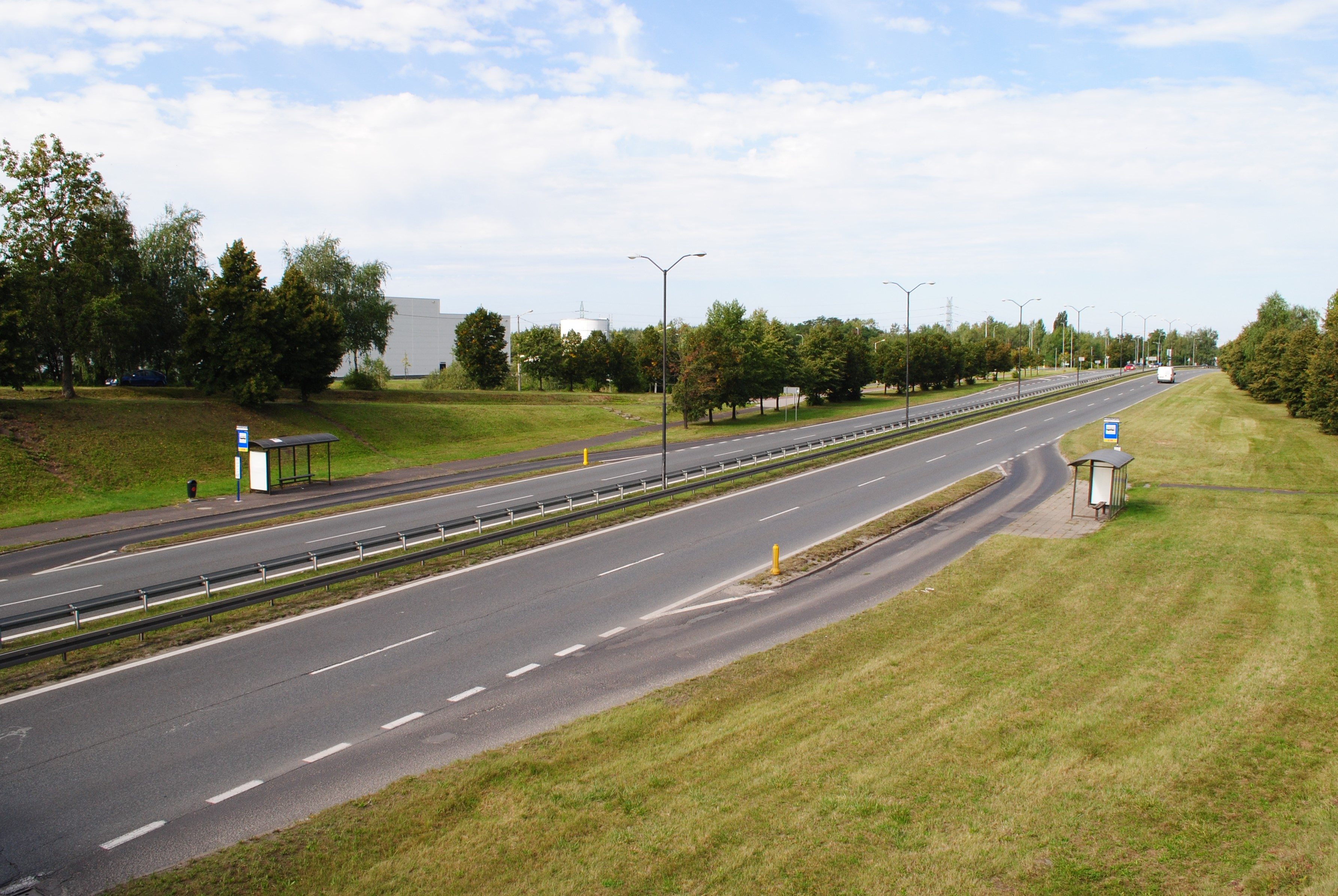
Ul. Bagienna (DK79) na wysokości ulicy Szopienickiej; przystanek autobusowy Wilhelmina Zespół Szkół

Układ drogowy Wilhelminy jest rozbudowany. Główną trasą przebiegającą przez teren osady jest ulica Bagienna (fragment drogi krajowej nr 79), która biegnie w południowej części osady w kierunku wschód-zachód; ze względu na równoleżnikowy przebieg stanowi ona alternatywę dla autostrady A4. Zapewnia ona połączenie Wilhelminy w kierunku zachodnim z Chorzowem i Bytomiem, a w kierunku wschodnim z Mysłowicami, Jaworznem, Chrzanowem i Krakowem. Zlokalizowany jest tu jej bezkolizyjny węzeł, w której krzyżują się ulice: Lwowska, Krakowska i Szopienicka. Ulica Lwowska przechodzi przez Wilhelminę w kierunku północ-południe i łączy osadę na północ z Szopienicami i na południe z Janowem. Ulica Krakowska pełni ważną funkcję w ruchu wewnętrznym Wilhelminy i biegnie w osi zachód-wschód. Na południowym wschodzie łączy się z ulicą Bagienną i po minięciu Stawisk łączy osadę z Mysłowicami. Ulica Szopienicka kieruje się na południowy zachód, łącząc Wilhelminę z Janowem i Nikiszowcem, a dalej na Giszowcem.
Na północ od Wilhelminy, na wysokości skrzyżowania ulic ks. mjr. Karola Woźniaka i Lwowskiej zlokalizowany jest kolejowy przystanek osobowy – Katowice Szopienice Południowe, który zapewnia regionalne połączenia kolejowe, organizowane przez Koleje Śląskie i Polregio. W październiku 2020 roku głównymi kierunkami były: Częstochowa, Gliwice, Katowice, Kraków Główny, Lubliniec, Oświęcim i Sosnowiec Główny.
Transport publiczny w Wilhelminie kursuje w postaci autobusów na zlecenie Zarządu Transportu Metropolitalnego. Według stanu z października 2020 roku, w miejscowości zlokalizowane są trzy przystanki: Wilhelmina Krakowska [nż], Wilhelmina Skrzyżowanie i Wilhelmina Zespół Szkół. Przystanek Wilhelmina Skrzyżowanie jest punktem pięciostanowiskowym (jeden na ul. Krakowskiej oraz po dwa na ul. Bagiennej i Lwowskiej). Kursowało z niego w tym czasie 19 linii autobusowych, z czego trzy z nich to linie nocne. Łączą one bezpośrednio Wilhelminę z większością dzielnic Katowic, a także z sąsiednimi miastami, w tym z Bieruniem, Chorzowem, Dąbrową Górniczą, Imielinem, Mikołowem, Mysłowicami, Siemianowicami Śląskimi czy Sosnowcem. Kursują tu też autobusy PKM Jaworzno, które łączą Wilhelminę z Jaworznem przez Mysłowice (linia J).

## Gospodarka i instytucje

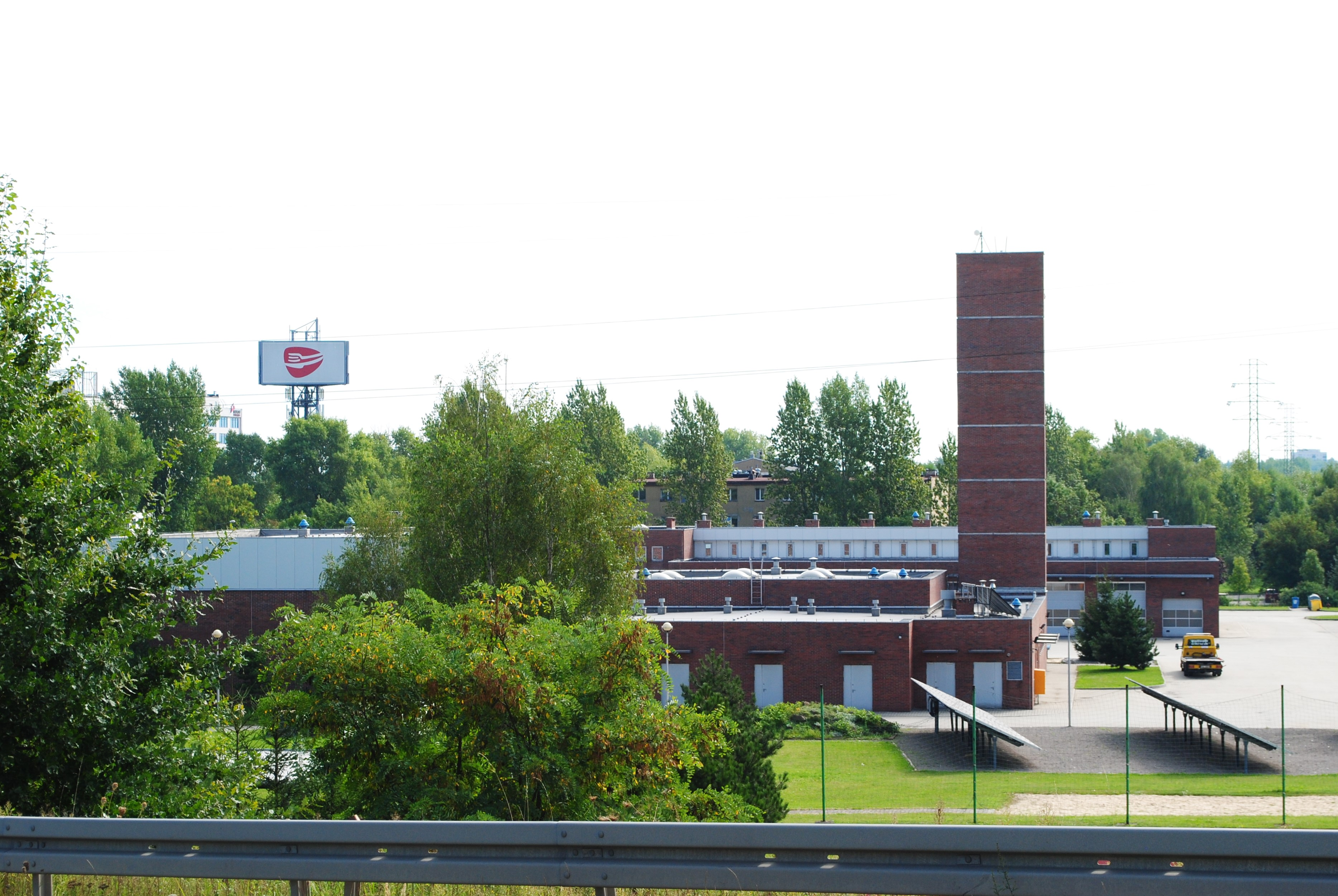
Jednostka Ratowniczo-Gaśnicza nr 1 PSP przy ulicy Krakowskiej 138

W Wilhelminie ulica Krakowska jest miejscem lokalizacji licznych przedsiębiorstw różnych branż, a wśród nich, według stanu z października 2020 roku, znajdują się następujące zakłady: dostawca bakalii, ziaren i suszonych warzyw, oddział dystrybutora materiałów i systemów budowlanych z grupy izolacji termicznych, producent materiałów i tworzyw konstrukcyjnych, magazyn wypożyczalni sprzętu gastronomicznego, producent sufitów i ścian napinanych, oddział firmy oferującej urządzenia do chłodnictwa, oddział producenta osłon okiennych, dystrybutor urządzeń do krojowni, studio detailingowe, dostawca sprzętu do laboratoriów, hurtownia i serwis ogumienia samochodowego, stacja diagnostyczna, dostawcza części samochodowych, dostawca węży i złączy dla przemysłu i oddział firmy oferującej urządzenia pneumatyczne. Przy ulicy Lwowskiej w Wilhelminie znajdują się: oddział spółki Tauron Obsługa Klienta, sklep cash & carry Selgros, dyskont spożywczy Lidl oraz stacja paliw Circle K.
Przy ulicy Krakowskiej znajdują się również placówki instytucji publicznych. Według stanu z października 2020 roku, są tu zlokalizowane: Jednostka Ratowniczo-Gaśnicza nr 1 Komendy Miejskiej Państwowej Straży Pożarnej w Katowicach (ul. Krakowska 130) i Terenowy Punkt Pomocy Społecznej nr 9 Miejskiego Ośrodka Pomocy Społecznej w Katowicach (ul. Krakowska 138), w którym w okresie zimowym prowadzone jest również schronisko dla bezdomnych mężczyzn, posiadające 20 miejsc interwencyjnych.